# Tarka kérész
A tarka kérész (Ephemera) a rovarok (Insecta) osztályában a tarka kérészek (Ephemeridae) család és egyúttal a kérészek (Ephemeroptera) egész rendjének névadó neme.

## Származása, elterjedése
Magyarországon két faja honos.

## Megjelenése, felépítése
Teste karcsú, nyúlánk, kitinburka lágy. Elülső szárnyai nagyok, háromszögletűek, a hátulsók kisebbek, kerekítettek. Átlátszó szárnyait sötét foltok tarkítják. A potroh végén a fartoldalék három hosszú, ízelt sörte. A hím utolsó előtti potrohízén nő a nőstény megragadására és megtartására szolgáló kapcsolószerv.
Összetett szemei nagyok, a hímek szemei majdnem az egész homlokot elfoglalják. Ostorforma csápjai meglehetősen hosszúak. Szájszerve redukált, táplálkozásra alkalmatlan.
Hosszúkás, nyúlánk testű lárvájának rágói fejhossznyira a fej elé nyúlnak. Hét pár rojtos szélű légcsőkopoltyúja (amelyek közül az első csökevényes) a potroh oldalán sorakozik. A test hátulsó végén három igen hosszú, sörteforma, tagolt nyúlvány nő.

## Életmódja, élőhelye
A nőstény petéit a vízbe bocsátja. Igen falánk, ásó típusú lárvája három évig fejlődik — eleinte szabadon él, majd csöveket lakik. A fokozatos kifejlés utolsó előtti szakában a lárvának már rövid szárnya is van, és az utolsó előtti vedléssel válik röpképessé. A lárvák egyszerre alakulnak szubimágóvá és egyszerre rajzanak — egyik-másik faj augusztus felé olyan tömegekben, hogy a külterjes mezőgazdaságban összefogdosva trágyának is alkalmazták.
A kifejlett rovar rövid életében semmilyen táplálékot nem vesz magához. Sokkal több hím kel ki, mint ahány nőstény; nyári estéken mindkét nem hatalmas rajokban röpköd a folyók partvidékén; nappal a parti növényeken pihennek meg, majd a szaporodás után elpusztulnak.